# Gotham Knights (Fernsehserie)
Gotham Knights ist eine US-amerikanische Superhelden-Fernsehserie, die von Natalie Abrams, Chad Fiveash und James Stoteraux für den Sender The CW entwickelt wurde. Im Mittelpunkt stehen Mitglieder der Batman-Familie und andere Nebenfiguren von DC Comics.

## Handlung
Bruce Wayne wird ermordet und sein Adoptivsohn schließt ein Bündnis mit den Kindern von Batmans Feinden. Je gefährlicher die Stadt wird, desto mehr werden diese ungleichen Ausreißer zur nächsten Generation von Rettern, den sogenannten Gotham Knights.

## Produktion
Die Produzenten der Serie waren Carl Ogawa, Jennifer Lence, Melissa Girotti, Elle Lipson und Suzanne C. Geiger. Die Musik komponierte David Russo und für die Kameraführung waren James Hawkinson, Roger Chingirian und Rob C. Givens verantwortlich. Für den Schnitt verantwortlich waren
Mark C. Baldwin, Andrew Kasch, Leland Sexton und Monica Daniel. In der Hauptrolle spielen Oscar Morgan, Olivia Rose Keegan, Fallon Smythe, Tyler DiChiara, Misha Collins, Anna Lore und Navia Robinson.

## Veröffentlichung
Die Premiere fand am 14. März 2023 auf The CW statt. Die Serie wurde nach einer Staffel abgesetzt.

## Episodenliste
| Nr. (ges.) | Nr. (St.) | Deutscher Titel             | Originaltitel             | Erstausstrahlung USA |
| ---------- | --------- | --------------------------- | ------------------------- | -------------------- |
| 1          | 1         | Das Geheimnis               | Pilot                     | 14. März 2023        |
| 2          | 2         | Zurück am Tatort            | Scene of the Crime        | 21. März 2023        |
| 3          | 3         | Unter Druck                 | Under Pressure            | 28. März 2023        |
| 4          | 4         | Der Schlächter von Gotham   | Of Butchers and Betrayals | 4. Apr. 2023         |
| 5          | 5         | Die Robin Hood Aktion       | More Money, More Problems | 11. Apr. 2023        |
| 6          | 6         | Die Chiffre                 | A Chill in Gotham         | 25. Apr. 2023        |
| 7          | 7         | Gut und Böse                | Bad to Be Good            | 2. Mai 2023          |
| 8          | 8         | Im Bauch der Bestie         | Belly of the Beast        | 9. Mai 2023          |
| 9          | 9         | Der dunkle Ritter der Seele | Dark Knight of the Soul   | 23. Mai 2023         |
| 10         | 10        | Die wahre Gefahr            | Poison Pill               | 30. Mai 2023         |
| 11         | 11        | Vaterkomplex                | Daddy Issues              | 6. Juni 2023         |
| 12         | 12        | Die Stadt der Eulen         | City of Owls              | 20. Juni 2023        |
| 13         | 13        | Die Nacht der Eulen         | Night of the Owls         | 27. Juni 2023        |